# Минбари
Минбари (на английски: Minbari) е измислена извънземна раса от научнофантастичния сериал Вавилон 5. Известни представители на тази раса са героите Делен, Лениер, Неруун, Дукат, Вейлън и др.

## Родна планета
Планетата Минбар е домът на расата Минбари и е кръстена от създателя на Вавилон 5 Дж. Майкъл Стразински на ислямския амвон, наречен минбар. Планетата се намира в звездна система на около 25 светлинни години от Земята. Тя е седмата планета в системата, затова 23% от повърхността ѝ са заети от северната полярна шапка. Климатът на Минбар е значително по-студен от този на Земята, а денонощието е с четири часа по-късо. Планетата има огромни залежи на кристал, затова голяма част от градовете са изсечени директно от този материал. Населението на планетата е около 4 милиарда, а столицата се нарича Йедор.

## Биологични характеристики
Минбарите са с хуманоиден външен вид. Те нямат косми по тялото си, с изключение на определени мъжки индивиди, които имат брада. Този факт се дължи на появата на Вейлън, довела до смесването на ДНК на хора и Минбари преди повече от хиляда години (вижте епизодите „Война без край“ Част 1 и Част 2). Кожата им е светла и имат голяма външна кост на тила си, а част от кожата на главата им е оцветена в синьо. Минбарите живеят около 140 земни години. Алкохолът е отровен за Минбарите и предизвиква безпричинен гняв и дори психоза. Слухът им е значително по-развит от човешкия, макар че ушите им са по-малки като размер. Минбарите са много по-издръжливи физически от хората и могат да се възстановяват от наранявания, способни да убият средно-статистическия човек.

## Общество
Обществото на Минбарите е разделено на три основни социални групи, наречени касти. Те биват Религиозна, Работническа и Воинска каста (Каста на воините). Представителите на трите касти обикновено не се смесват едни с други в обществото. Управляващото тяло на Минбарите носи името „Сивия Съвет“ и се състои от деветима членове, наречени Сатаи. Всяка каста разполага с по трима свои представители в съвета, който взима решенията си чрез гласуване.